# 1454

## Събития
- През месец декември 1454 г. е отпечатан общоевропейския „Призив към християнството за борба срещу турците“ (на немски: Mannung der Christenheit wider die Turcken).

## Родени
- 9 март – Америго Веспучи, италиански мореплавател
- 25 ноември – Катерина Корнаро, последната кралица на Кипърското кралство